# Neuer Weg 24 (Quedlinburg)

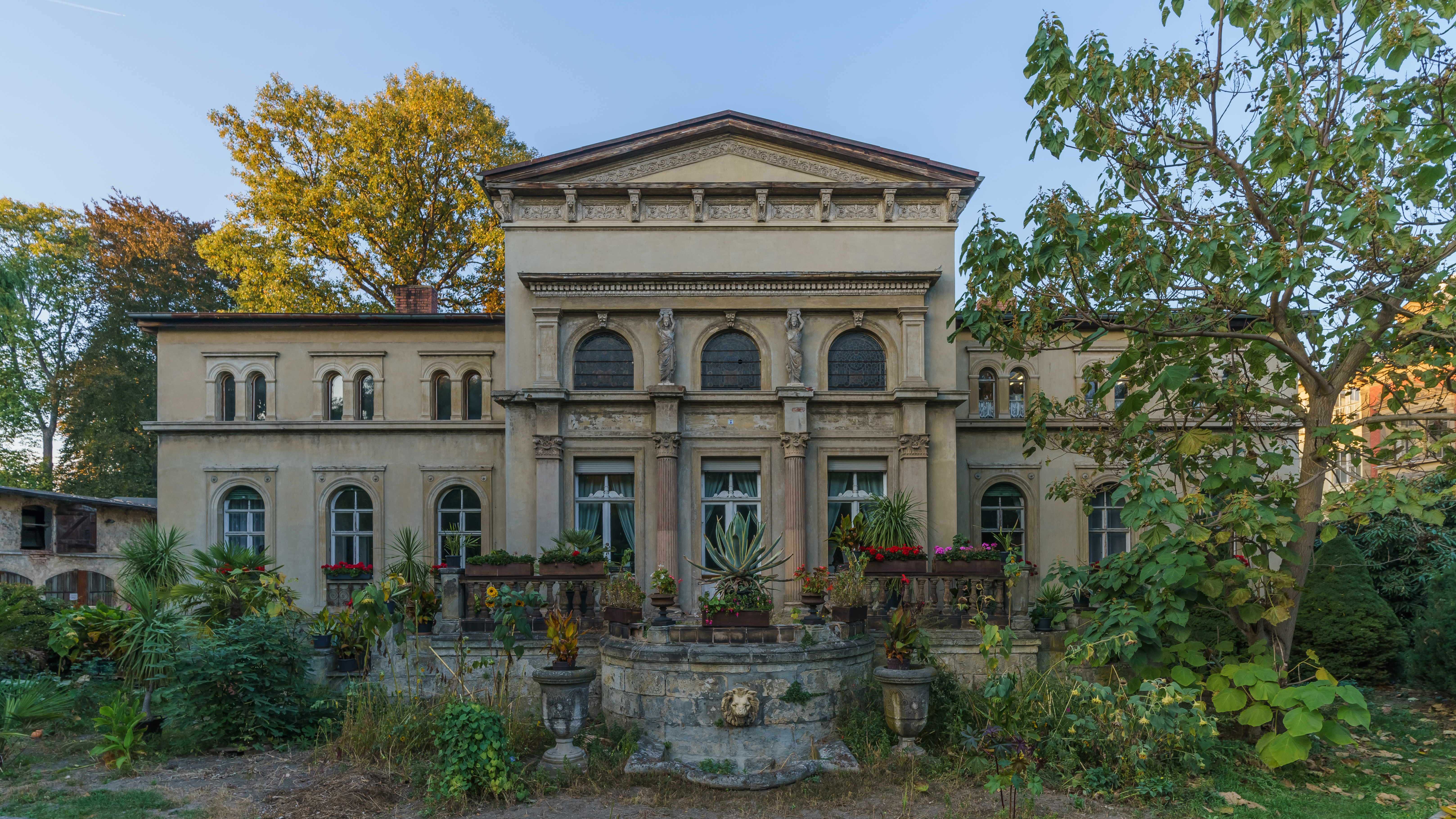
Haus Neuer Weg 24

Das Haus Neuer Weg 24 ist ein denkmalgeschütztes Gebäude in Quedlinburg in Sachsen-Anhalt.

## Lage
Das im Quedlinburger Denkmalverzeichnis als Villa eingetragene Gebäude befindet sich südlich der Quedlinburger Altstadt an der Kreuzung der Straßen Neuer Wegs, Am Schiffbleek, Turnstraße und Harzweg. Südlich verläuft die Bode, die hier von der Stumpfsburger Brücke überbrückt wird.

## Architektur
Die Villa entstand in der Mitte des 19. Jahrhunderts im Stil des Berliner Spätklassizismus und stellt einen Bestandteil der südlichen Stadterweiterung Quedlinburgs in dieser Zeit dar. Das Hauptgebäude ist in weitgehend unveränderter Form erhalten. Die Fassade ist symmetrisch und wird von einem Mittelrisaliten dominiert, in welchem ein Saal untergebracht ist. Mittels Stuckgliederungen ist die Fassade sparsam geschmückt. Die Fensteröffnungen sind zum Teil als Rundbögen gestaltet und gerahmt. Auf der Rückseite zum Garten besteht eine Terrasse mit Freitreppe.
Die Wegeführung im Garten entspricht noch der ursprünglichen Anlage. Darüber hinaus finden sich dort ein historisches Brunnenbassin, Bildhauerschmuck und eine alte Bepflanzung. Um das Jahr 1890 kam ein hölzernes Gartenhaus hinzu. Umgeben ist das Anwesen von einer Einfriedung.

## Geschichte
Das Gebäude wurde als eine von zwei älteren Villen der im Samenhandel tätigen Familie Dippe als Büro und Firmensitz 1878 auf dem Gelände des damaligen Propsteigartens gebaut und später von Samenzüchter Martin Grashoff gepachtet. Aufgrund der Kinderlosigkeit des Ehepaars ging das Anwesen an den Ziehsohn Hermann Grußdorf, der seinerzeit auch Prokurist der Saatgutfirma Grasdorff gewesen war.
Die Villa befindet sich nach wie vor in Privatbesitz und wurde 2018 an einen neuen Besitzer verkauft, der das Hauptgebäude nebst Garten- und dem dort befindlichen Teehaus sanierte und dafür mit dem Denkmal-Handwerkerpreis 2022 in Sachsen-Anhalt ausgezeichnet wurde.